# Joachim Kahane
Joachim Kahane (wł. Chaim Kahane, ur. 1890 w Ząbkach k. Tarnopola, zm. ok. 1943 w Łodzi) – polski malarz i metaloplastyk.

## Życiorys
Studiował architekturę na Politechnice Lwowskiej, następnie wyjechał do Wiednia, gdzie kontynuował studia architektoniczne oraz malarstwo i rysunek. W 1910 wspólnie z Maksymilianem Goldsteinem założył we Lwowie Koło Miłośników Sztuki Żydowskiej, które miało za cel promocję i ochronę sztuki żydowskiej. W 1914 doprowadził do odnowienia działania Koła, a w 1919 został na krótko prezesem, a następnie członkiem zarządu. Kilka prac Joachima Kahane uczestniczyło w I Wystawie Sztuki Żydowskiej w 1920 we Lwowie. W 1921 przeprowadził się do Łodzi, gdzie został nauczycielem rysunku w I Gimnazjum Hebrajskim. Aktywnie uczestniczył w środowisku łódzkich artystów, wystawiał swoje prace m.in. w Związku Zawodowym Artystów Plastyków i Instytucie Propagandy Sztuki. Równocześnie nadal utrzymywał żywe kontakty ze środowiskiem lwowskim, w latach 1928, 1929 i 1934 miał we Lwowie i Truskawcu kilka wystaw indywidualnych. Wystawiał również na wystawach Zrzeszenia Żydowskich Artystów, Malarzy i Rzeźbiarzy w Krakowie, a także w Berlinie w Kunstgewerbemuseum. Wybuch II wojny światowej zastał go w Łodzi, gdzie prawdopodobnie zginął w getcie.

## Twórczość
Artysta początkowo zajmował się wyłącznie malarstwem i rysunkiem, które porzucił na rzecz metaloplastyki. Był autorem płaskorzeźb tworzonych w blasze miedzianej, mosiężnej i srebrnej, były to portrety, sceny rodzajowe, pejzaże i martwe natury. W swoich pracach Joachim Kahane podejmował tematykę żydowską, biblijną i społeczną, tworzył również przedmioty kultu religijnego, tj. lampki chanukowe, tasy, talerze sederowe, parawany.